# Култура Азије
Култура Азије сједињује колективну диверзију обичаја и традиције у уметности, архитектури, музици, литератури, стилу живота, филозофији, политици и религији које су биле практиковане и очуване од стране бројних етничких група са континента Азије још од праисторије. Идентификација специфичне културе Азије или универзалног мотива различитих културних сфера, и три од укупно четири древне речне цивилизације је сложено. Насупрот томе, континент је подељен у шест географских суб-региона, коју су карактеризовани по заједничким идентитетима као што је религија, језик и релативна етничка хомогеност.
Ови региони су:
- Централна Азија
- Источна Азија
- Северна Азија
- Јужна Азија
- Југоисточна Азија
- Западна Азија

Као највећи, најмногољуднији континент који је богат ресурсима, Азија је дом неколико светских најстаријих цивилизација које су изродиле многе религије и најстаријих записаних митова и конвенција о етици и моралу.
Наиме, огромна величина Азије раздваја разне цивилизације на великим дистанцама и непријатељским срединама као што су пустиње и планински венци. Иако је било изазовно превазилажење ових удаљености, трговина и размена су постепено развили истински универзални, Пан - Азијски карактер. Унутар-регионална размена је била водећа кохезивна сила, по којој су се културни елементи и идеје шириле по различитим субконтинентима по широком мрежом путева и много морских рута.

## Вишеструки културни центри
Разноврсне модерне културне и верске сфере Азије одговарају приближно главним центрима цивилизације. Западна Азија и Централна Азија имају своје културне корене у пионирским цивилизацијама Плодног полумесеца и Месопотамије. Јужна Азија, Индија и Индосфера емитују из Цивилизације долине Инда. Културна сфере источне Азије развијене су из цивилизације Жуте реке. Миграциони таласи југоисточне Азије различитих етничких група су релативно недавни. Комерцијална интеракција са Јужном Азијом доводи до усвајања кључних културних елемената из Индије иу мањој мери из Кине. Оштра клима северне Азије и неповољна земља показала да је неприкладно да трајно подрже велике градских насеља и само дозвољава присуство пасторални и номадског становништва, шири преко велике површине. Ипак, Северна Азија верске и духовне традиције на крају дифузно у више свеобухватне системе као што су тибетанског будизма које су развиле своје јединствене карактеристике (нпр. монголски Будизам).

### Источна Азија
Термин Источна Азија дефинише географску област и/или заједничку културну сферу Кине, Јапана, Северне Кореје, Јужне Кореје, Тајвана, Вијетнама и Монголије. Етнички и језички веома блиско повезани, дељени уметнички обичаји, писани језик и моралне вредности указују на то да су већина источноазијских народа потомци цивилизације Жуте реке, која се појавила у поплавним равницама сјеверне Кине око 10.000 година пре нове ере.
Кина је заузела истакнуту, централну улогу у источној Азији за већину забележене историје, јер је "дубоко утицала на културу периферних земаља и истовремено их привукла у међународни поредак у кинеској средини", који је практично остао у до почетка 20. века. Врло ритуализован, Империјални кинески трибутарни систем, заснован на религијској и филозофској идеји подношења на небеску хармонију , препознали су и народи широм света, посебно у југоисточној Азији. Свечаности су председавали Кинески цар као Син небеса и кустос Мандат небеса. На свеобухватним церемонијама, држава притоке и разне кинеске династије сложили су се за узајамно повољну економску сарадњу и корисне сигурносне политике .
Дефинисање културно-историјских карактеристика источне Азије представљају утицај кинеског језика и системе традиционалних писања , као и заједничке верске и етичке идеје које представљају три учења будизма, таоизма и конфуцијанизма.Кинески сценарио је један од најстаријих стално коришћених система писања на свету, и био је велика унифесионална сила и медијатор за преношење кинеске културе у Источној Азији. Историјски се користи у читавом региону и још увек га користе етнички кинески широм свијета, али иу Јапану иу малој и опадној мери у Јужној Кореји .
Међутим, пошто су кинески концепти писања пренети на Кореју, Јапан и Вијетнам, ове нације су развиле своје карактеристичне писане системе као културни израз њихових језичких породица, као што су вијетнамски, аустроазијски језик; Јапански, јапански језик; и корејски, корејски језик. Док се кинески још увијек налази у историјским коренима многих позајмљених речи, савремени кинески утицај су утицали други азијски језици, попут савремених техничких и политичких израза створених у Јапану који представљају западне концепте познате под називом Васеи-канго.
Поред уједначеног утицаја конфучијанизма, таоизма, кинеских ликова и бројних других кинеских културних утицаја, источноазијски национални обичаји, архитектура, књижевност, кухиња, традиционална музика, извођачке и занатске радионице развили су се из многих независних и локалних концепата, порасли и разноврсна је међу многим рангираним изразима естетских, уметничких и филозофских идеја у свету. Значајно су, између осталог, јапанске баште и планирање крајолика, хејска књижевност, вијетнамска врућа лутка и артефакти културе Донг Сон. Савремена истраживања такође су се фокусирала на неколико нација кључну улогу на колективном тијелу источноазијског будизма и утјецај Кореје на јапанску културу . Дуго времена је ограничено националним национализмом и антагонизмом, природа међусобне културне размене у Источној Азији је само делимично позната.

### Јужна Азија
Докази о неолитској култури пронађени су у савременим државама Авганистану, Бангладешу, Бутану, Малдивима, Непалу, Индији, Пакистану и Шри Ланци који представљају јужну Азију. Од 3.300 пре нове ере у данашњем североисточном Авганистану, у Пакистану и на северозападу Индије појавила се софистицирана културна традиција Бронзаног доба, која је након само неколико века у целом свету у потпуности процветала у урбаним центрима. Захваљујући високом квалитету својих уметности, занатства, металургије и зграда, достигнућа у урбанистичком планирању, управљању, трговини и технологији итд. Класификована је као једна од главних колевки цивилизације. Названа је као цивилизација Индуса или Хараппан цивилизација која је успевала готово 2.000 година до почетка ведског периода (око 1500 - 600 П. Н. Е). Велики значај ведских текстова (који не помињу градове или урбани живот) за јужноазијску културу, њихов утицај на породицу, друштвену организацију, религију, морал, књижевност никад није оспораван. Цивилизација долине Индуса, с друге стране, дошла је тек кроз археологију 20. века.
Сматра се да су опадање климатских услова (аридификација) и расељавања становништва (индоаријанске миграције) проузроковале смртоносне поремећаје Хараппа културе, коју је заменила рурална ведска култура 
.
Након ино-арјанског насеља у Индо-Гангетској равници и успостављања карактеристичних друштвених група (Брахманас, Ксхатријас, Ваисхиас и Схудрас) у систему заснованој у поретку Варна, племенски ентитети су се различито консолидовале у олигархијске поглавицама или краљевствима, почевши од шестог века пре нове ере. Касно ведски политички прогрес резултира у урбанизацији, стриктној социјалној хијерархији, комерцијалном и војном ривалству међу насељеницима, који су се ширили на читав под-континент. Велико тело ведских текстова и литературе, подржаних археолошким редоследом, омогућава истраживачима да реконструишу прилично тачну и детаљну слику ведске културе и политичке организације. Веде представљају најстарије дело санскртске књижевности и чине основу религиозних, етичких и филозофских идеја у Јужној Азији. Они су широко, али не искључиво сматрани основним и писаним ауторитетима за обреде, обреде, церемоније, жртве, медитацију, филозофију и духовно знање за будућу хиндуистичку и будистичку космологију. Коментари и дискусије такође се фокусирају на развој валидних политичких идеја и концепата друштвеног прогреса и етичког усаглашавања.
Хиндуизам, будизам, џаинизам и сикхизам су главне светске религије које потичу из Јужне Азије. Ови документи представљају најдаље досадашње, најдубље и трајније идеје у Јужној Азији о другим културним сферама. После дугачке и сложене историје космолошког и верског развоја, усвајања и одбијања, Хинду-синтеза  и касни али темељни увођење ислама око 80% данашњих Индијаца и Непала идентификовало се као Хиндус. У Шри Ланки и Бутану већина људи се придржава различитих облика будизма. Ислам је доминантна религија у Авганистану, Малдиви (99%), Пакистан (96%) и Бангладеш (90%). 
Авганистан и Пакистан налазе се на западној периферији Јужне Азије, где су културни карактер направили и Персија, цивилизација која је укорењена у Месопотамији и Индосфери. Пакистан је подељен са два западна подручја у Балучистану и Кхибер Пакхтункхва делећи веће иранско наслеђе због рођака Пашхтуна и Балоцха из региона.
Њене две источне регије Пуњаб и Синдх деле културне везе са северозападном Индијом. Бангладеш и индијска држава Западни Бенгал деле заједничко насљеђе и културу базиране на бенгалском језику. Култура Индије је разнолика и комплексна мешавина многих утицаја. Непал је културно повезан са Индијом и са Тибетом, а различите етничке групе земље деле многе фестивале и културне традиције које су коришћене и прослављене у северној и источној Индији и Тибету. Непали, доминантни језик Непала, користи Деванагари алфабету која се такође користи за писање многих северно-индијских језика. Бутан је културно повезан са Тибетом са значајним утицајима из Индије.
Тибетански будизам је доминантна религија у Бутану, а тибетанска абецеда се користи за писање Дзонгке, доминантног језика у Бутану. Постоји културна и језичка разлика између северне и јужне Индије. Шри Ланка је културно везана за Индију и југоисточну Азију. Синхалесе, доминантан језик у земљи, написан је у синхалачкој абецеди која је изведена из Кадамба-Паллава абецеде, одређене културне традиције и аспекти његове кухиње, на пример, показују јужно индијске утицаје. Културни фестивали, аспекти његове кухиње и Тхеравада будизам, доминантна религија на Шри Ланки, показују афинитет југоисточне Азије.
Индоаријански језици говоре се у Пакистану, на шриланцима Шри Ланке и већини северне, западне и источне Индије и Непала. Дравидијански језици се говоре у јужној Индији и у Шри Ланки од стране тамилске заједнице. Тибето-Бурман језици говоре се на северу и североисточној Индији. Ирански језици се говоре у Балучистану и Кхибер Пакхтункхва у Пакистану. Главни језици Авганистана су Пашто и Дари.

### Југоисточна Азија
Југоисточна Азија се дели у континенталну југоисточну Азију, која обухвата Вијетнам, Лаос, Камбоџу, Тајланд, Мјанмар (Бурму и Западну Малезију и Поморску Југоисточну Азију, која укључује Индонезију, Источну Малезију, Сингапур, Филипини, Источни Тимор, Брунеј, Кокос (Кеелинг) Острва и Божићног острва. На раскрсници индијских и источноазијских поморских трговинских путева од око 500 година пре нове ере, региону је у великој мери утицала култура Индије и Кине. за бројне политичке јединице у југоисточној Азији, које су у различитој мјери усвојиле већину аспеката индијског статутарства, администрације, уметности, епиграфије, писма и архитектуре, религије Хиндуизам, Будизам и Ислам постепено су се распршили у локалну космологију. врло диверзантно прилагођени овим културним стимулансима и развио свој изразит софистицирани израз у животном стилу, визуелним уметностима и најважније у архитектонском постигнућу као што су Ангкор Ват у Камбоџи и Боробудур у Индонезији.
Будистичка култура има дуготрајан и значајан утицај на целинске Индокине (Бурма, Тајланд, Лаос, Камбоџа и Вијетнам); већина будиста у Индокини практикује Тхеравадски будизам. У случају Вијетнама, на њега утичу и конфуцијанизам и култура Кине. Мјанмар је такође био изложен индијским културним утицајима. Прије 14. века, доминантне религије југоисточне Азије биле су хиндуизам и будизам. Након тога, Ислам постао доминантан у Индонезији, Малезији и Брунеј. Југоисточна Азија такође има велики утицај на Запад због трајног наслеђа колонијализма. Један од примера је Филипини на које су утицали Америка и Шпанија, а хришћанство (католицизам) као доминантна религија. Источни Тимор такође демонстрира португалски утицај кроз колонијализам, јер је то претежно хришћанска нација.
Уобичајена карактеристика која се налази у региону су куле. Ове куће су подигнуте на шипкама тако да вода може лако проћи испод њих у случају поплаве. Друга заједничка карактеристика је пољопривредна производња пиринча, која је настала у југоисточној Азији пре више хиљада година. Плесна драма је такође веома важна карактеристика културе, користећи покрете руку и ногу усавршене током хиљаду година. Штавише, уметност и књижевност југоисточне Азије је веома препознатљива, јер су неки били под утицајем индијске, хиндуистичке, кинеске, будистичке и исламске књижевности.

### Западна Азија
Западну Азију мора се разликовати од Блиског истока, новијег еуроцентричног појма, који такође укључује делове северне Африке. Западна Азија се састоји од Турске, Сирије, Грузије, Јерменије, Кипра, Азербејџана, Ирака, Ирана, Либана, Јордана, Израела, Палестинских територија, Саудијске Арабије, Кувајта, Бахраина, Катара, Уједињених Арапских Емирата, Омана и Јемена.
Израелска / јеврејска цивилизација плодног полумесеца имала је дубок утицај на остатак западне Азије, што је родило 3 аврамске вере. Поред тога, јеврејско порекло хришћанства, заједно са многим културним доприносима како Јевреја тако и Арапа у Европи, значило је да је западњачко-култура оставила трајни утицај на западну цивилизацију. Друге аутохтоне западњачке религије укључују зороастриханизам, јазидизам, Алевизам, друзе и верницу Бахаи.
Данас, скоро 93% становништва Западне Азије су муслимани и карактерише га политички исламски, са изузетком Израела, јеврејске државе. На њеном северозападном крају, Јерменија и Грузија имају непогрешиву хришћанску традицију, док Либан дели велике хришћанске и велике муслиманске заједнице. У етничкој регији доминирају арапски, персијски, курдски, азербејџански и турски народ. Међу њима мање Јевреји, Асирци, Друзе, Самаританци, Јазиди и Мандеанци. Многе земље Блиског истока обухватају огромне пустиње у којима номадски људи живе до данашњег дана. У великом контрасту, модерни градови попут Абу Дабија, Аммана, Ријада, Тел Авива, Дохе и Муската развили су се на обалним земљама Средоземног мора, Персијског залива и на периферији арапске пустиње.
Западна азијска кухиња је изузетно богата и разнолика. Литература је такође изузетно богата арапским, јеврејским, персијским и турским доминацијама.

### Централна Азија
Централна Азија, између Каспијског мора и Кине, обухвата пет бивших совјетских социјалистичких република: Казахстан, Киргистан, Таџикистан, Узбекистан и Туркменистан.
Међутим, понекад је укључен и Авганистан. Његова стратешка и историјска позиција око осовине исток-запад и главне трговачке руте гарантовале су сталан прилив идеја и конфликтних појмова трибализма и традиционализма. Међутим, регион је освојен и доминиран разноврсним културама, као што су Монголи, Персијанци, Татари, Руси, Сармати. Како су неке централноазијске области насељене номадским људима, бројни урбани центри развили су се у посебном локалном карактеру.

### Северна Азија
У већини случајева, Северна Азија (познатија као Сибир) сматра се искључиво азијским делом Русије. Географска област Сибира била је историјска земља Татара у Сибирском Кханату. Међутим, руска експанзија је у суштини подривала ово и тиме је данас под руском владом. У Северној Азији живи око 40 милиона људи, а већина је сада етничких Руса, док су аутохтони Сибири постали мањина у Северној Азији.

## Архитектура
Азија је дом бројних грандиозних и икона историјских конструкција, обично верских структура, замкова и утврђења или палата. Међутим, после неколико хиљада година, многе од највећих зграда су уништене или демонтиране, као што су Зигурати из Месопотамије, већина Великог кинеског зида, грчки и хеленистички храмови или краљевски градови Персије.

### Кина
Кинеска архитектура је један од доминантних облика архитектуре у Источној Азији током много векова, пошто су структурни принципи остали углавном непромењени, а главне промене су само декоративни детаљи. Важна карактеристика кинеске архитектуре је нагласак на артикулацији и билатералној симетрији, што означава равнотежу. Билатерална симетрија и артикулација зграда се налазе свуда у Кини, од комплекса палати до скромних фарми. Од династије Танг, кинеска архитектура је имала велики утицај на архитектонске стилове Кореје, Вијетнама и Јапана.

### Индија
Индијска архитектура је та широка производња простирки и таписерија индијског подконтинента која обухвата мноштво израза у простору и времену, трансформисаних од стране трансформисана од стране историје која се сматра јединственом за суб-континент. Резултат је еволуцијски асортиман архитектонске производње који без обзира на то задржава одређени континуитет кроз историју.

### Индонезија
Индонежанска архитектура одражава разноликост културних, историјских и географских утицаја који су обликовали Индонезију у целини. Она креће од локалне вернакуларне архитектуре, хинду-будистичких храмова, колонијалне архитектуре, до модерне архитектуре.
Индонежанска вернакуларна архитектура се назива Румах Адат (rumah adat). Куће имају друштвени значај у друштву и показују локалну генијалност у њиховим односима са околином и просторном организацијом. Значајни примери су Румах Гаданг, Тонгконан, балијачке куће и јавански Јогло. Хинду-будистички храм споменик под називом Цанди, са најбољим примером су Боробудур масивна камена мандала-ступа и прамбанански хиндуистички храм посвећен боговима Тримурти. До 16. века, Португалија је следила Дански колонијализовани индонежански архипелаг, развили су европску архитектонску технику као и колонијалну архитектуру.

### Јапан
Јапанска архитектура је карактеристична по томе што изражава дубоко "разумевање природног света као извор духовног увида и поучно огледало људских емоција". Пажња је на естетици и околини, природни материјали су пожељни, а уметност се генерално избегава. Импресивни дрвени дворци и храмови, неки од њих 2000 година стари, налазе се у природним контурама локалне топографије. Значајни примери укључују комплекс храма Хори (6. века), замак Химеџи (14. век), дворац Хиконе (17. век) и дворац Осака.

### Малезијско полуострво
Различити културни утицаји, посебно кинески, индијски и европски, одиграли су велику улогу у формирању малајске архитектуре. До последњег времена, дрво је био главни материјал који се користи за све традиционалне зграде . Међутим, откривене су и бројне камене структуре, нарочито религиозни комплекси из времена Сривијаиа и древних истихмајских малезијских краљевстава.

### Западна Азија
Древна архитектура региона речног система Тигар-Еуфрат датира у 10. миленијуму п. н. е. и довело је до развоја урбанистичког планирања, куће, дворишта и зигурата. Основни и доминантни грађевински материјал био је цигла од блата, која се још увек користи у региону за изградњу стамбених објеката. Паљене цигле обложене су стакленим емајлом за декорацију и функционисало је као цемент. Палате и храмови су изграђени на терасама као просторије, обично груписане са великим улазима и крововима одложеним које су богато украшени.

## Уметност
Блискоисточни плес има различите стилове и шири се на запад у облику познатој као трбушни плес. У региону Панџаб у Индији и Пакистану, Бхангра (плес) је веома популаран. Бхангра је прослава жетве. Људи плешу уз бубањ док певају.
У југоисточној Азији, плес је саставни део културе; стилови плеса варирају од региона до региона и острва до острва. Традиционални стилови плеса еволуирали су на Тајланду и Бурми. Филипини имају своје стилове плеса као што су Cariñosa и Tinikling; Током шпанске окупације на Филипинима, практиканти филипинских борилачких вештина сакривали су борбене покрете у својим плесовима да одржавају уметност упркос чињеници да су га окупатори забранили.

### Борилачке вештине
Борилачке вештине су веома значајне у многим азијским културама, а први познати трагови борилачких вештина потичу из династије Ксиа из древне Кине од пре више од 4000 година. Неки од најпознатијих стилова борилачких вештина су у источној Азији, као што су карате и џудо из Јапана, теквондо из Кореје и различити стилови кинеских борилачких вештина познати колективно као Кунг фу. Многи други стилови борилачких вештина потичу из југоисточне Азије, укључујући Маи Таи из Тајланда, Вовинам из Вијетнама и Арнис са Филипина. Поред тога, популарни стилови рвања настали су у Турској и Монголији.
Развој азијских борилачких вештина наставља се данас како се стварају нови стилови. Савремени системи хибридних борилачких вештина као што су Џет Куне До и Крав мага. Азијске борилачке вештине су веома популарне у западном свету, а многи су постали међународни спортови, као што карате има 50 милиона практичара широм света.

## Језици Азије
Азија је континент са великом језичком разноликости, из ње потичу различите породице језика. Већина азијских земаља има више језика у употреби. На пример, према етнологији преко 600 језика се говори у Индонезији, а више од 100 се говори на Филипинима. Званична бројка "матерњих језика" који се говоре у Индији је 1683, од којих се процењује да је 850 у свакодневној употреби. Кореја, с друге стране, има само један језик.
Главни језичке групе у Азији, заједно са примерима сваког, су:
- Аустроазијатски: Кхаси, Кмер, Сун, Сантали, Вијетнамски, Ва
- Аустронезијски: Бицолано, Хам, Илокански, Јавански, Капампанган, Кедаиан, Малајски (Индонезијски и Малезијски), Минангкабау, Пангасинан, Судански, Тагалог, Тетум, Висајанско (Цебуано, Хилигаинон, Варај)
- Дравидиан: Канадски, Малајаламски, Тамилски, Телугу
- Индо-европски: Асамски, Бенгалски, Бхојпури, Дхивехи, Гуџарати, Хиндустански (Хинди, Урду), Кашмирски, Курдски, Малагасијски, Маратхи, Непалски, Одиа, Пашто, Персијски (Таџикистана и Дари), Панџаби, Санскрит, Синди, Синхала, Јерменски, Руски, Грчки
- Јапонски: Јапански, Риукиуан
- Сино-Тибетански: Хакка, Хоккиен (Таиванесе), Мандарин, Ву (Схангхаинесе), Иуе (Цантонесе), Бурмански, Џонгка, Лепча, Меитеј, Непал Бхаса, Тибетан, Тсхангла
- Таи-кадаи: Боујеи, Исан, Кам Лао Шан, Таи, Жуанг
- Турски: Азербејџански, Казахстански, Киргистански, Турски, Туркменски, Ујгурски, Узбечки
- Афроазијски: Арапски, Арамејски, Хебрејски
- Грузијски
- Корејски
- Миао-Иао: Хмонг, Иу Миен
- Монголски: Бурјат, Монголски
- Ромски креатоли: Чавацано, Макански
- Дагестан: Чеченски, Ингушки
- Черкаски: Кабардијски
- Тунгуски: Манчу
- Уралски: Ханти Мари, Ненешки, Пермишки

## Књижевност
Азијска литература подељена је на пет регија.
- Источна азијска литература (кинеска литература, јапанска литература и корејска литература)
- Јужноазијска литература (индијска књижевност, пакистанска књижевност и народна књижевност у Бангладешима и књижевност Шри Ланке)
- Југоисточно азијска (тајска књижевност, филипинска књижевност, малезијска књижевност, индонежанска књижевност, бурманска књижевност и вијетнамска књижевност)
- Западноазијска литература (перзијска литература, арапска књижевност, јеврејска књижевност и турска књижевност)

### Арапска књижевност
Арапска књижевност је писање, и проза и поезија, које су писали писци на арапском језику. Једно од најпознатијих књижевних дела Западне Азије је Хиљаду и једна ноћ. 
Арапска литература настала је у 5. веку са само фрагментима писаног језика који се појављивали пре тога. Куран, који људи сматрају најквалитетнијом литературом на арапском језику, има највећи утицај на арапску културу и њену литературу. Арапска књижевност је цветала током исламског златног доба, али је остала живахна до данашњих дана, са песницима и писцима широм арапског света, постизањем све већег успеха.
Велики проценат арапске књижевности пре 20. века је у облику поезије, па чак је и проза из тог периода или испуњена одломцима поезије или је у облику римоване прозе. Теме поезије крећу се од храбрих хвалоспева до горких личних напада и верских и мистичних идеја до песама о женама и вину. Важна карактеристика поезије која би се примењивала на читаву литературу била је идеја да она мора бити угодна за ухо. Поезија и већина прозе написана је са дизајном да ће се гласно говорити и водити рачуна да се пишу што је могуће мекано.

### Кинеска књижевност
У Танг и Сунг династији Кине, познати песници као што је Ли Бај аутор су аутори дела од великог значаја. Написали су песме (класичне кинеске: 詩), који имају линије са једнаким бројем знакова, као и ци (詞) песме с мешаним линијама. Историја кинеске књижевности протеже се на хиљаде година, од најраније забележене династичке архиве до зрелих романа који су настали током династије Минг да забаве масу писменог кинеског језика. Увођење широко распрострањене дрвене блокаде током династије Танг (618—907) и проналазак покретне врсте штампања од стране Би Схенг (990—1051) током династије Сунг (960—1279) брзо су ширили писана знања широм Кине. У новијим временима аутор Лу Ксун (1881—1936) сматра се оснивач баихуа књижевности у Кини.

### Хебрејска књижевност
Хебрејска књижевност састоји се од древних, средњовековних и модерних писања на хебрејском језику. То је један од примарних облика јеврејске књижевности, иако је било случајева књижевности написаних на хебрејском језику од стране не-Јевреја. Без сумње, најважније дело је Хебрејска Библија (Танах). Многа друга древна дела хебрејске књижевности преживљавају, укључујући религиозна и филозофска дела, историјске записе и дела фикције.

### Јапанска књижевност
У раном једанаестом веку, судија Мурасаки Шикибу написала је Причу о Генџију, књига је сматрана ремек-делом јапанских књижевности и ранији пример дела фикције у облику романа. Рано-модерна јапанска књижевност (17-19. век) развила је упоредиве иновације као што је хаику, облик јапанске поезије која се развила из древног режима хокку (јапански језик: 発 句). Хаику се састоји од три реда: прва и трећа линија имају пет морае (груби фонолошки еквивалент слогова), док други има седам. Оригинални хаику мајстори су укључивали такве цифре као песник Едо Матсуо Басхо (松尾 芭蕉); други под утицајем Басхо-а укључују Кобаиасхи Исса и Масаока Схики.
На рана дела јапанске књижевности утицали су културни контакти са Кином и кинеском књижевношћу, често написани на класичном кинеском језику. Индијска књижевност такође је утицала на раздвајање будизма у Јапану. На крају, јапанска књижевност се развила у посебан стил, иако је утицај кинеске књижевности и класичног кинеског остао до краја Едо периода. Пошто је Јапан отворио своје луке за западну трговину и дипломатију у 19. веку, западна и источна литература снажно су се међусобно погађала и наставила да раде.

### Пакистанска књижевност
Пакистанска књижевност има богату историју и извлачи утицај и од перзијских, муслиманских и индијских књижевних традиција. Земља је произвела велики број познатих песника посебно на националном језику Урду. Чувени Мухамед Икбал, који се сматра националним песником, често се звао "Песник Истока".
Пакистанска литература је посебна књижевност која је постепено постала дефинисана након што је Пакистан 1947. године створио статус државе, излазак из књижевних традиција Јужне Азије. Заједничка традиција урду књижевности и енглеске књижевности Британске Индије наслиједила је нова држава. Током једног периода, јединствено књижевно подручје настало је на скоро свим главним пакистанским језицима.

### Модерна књижевност
Тагоре, бенгалски песник, драматичар и писац из Индије, постао је 1913. први азијски добитник Нобелове награде. Добитник је Нобелове награде за књижевност за значајан утицај његових прозних дела и поетске мисли на енглеску, француску и другу националну књижевност Европе и Америке. Такође је написао Јану Гана Ману националну химну Индије, као и Амар Сонар Бангла националну химну Бангладеша. Осим тога, превођење његове песме "Намо Намо Матха" је национална химна Шри Ланке, коју су његови ученици прикупили његов ученик Ананда Самаракоон и М. Наллатхамби преведени на тамилачки језик, а други азијски писци су добили Нобелове награде у књижевности, укључујући Иасунари Кавабата (Јапан, 1966) и Кензабуро Ое (Јапан, 1994). Иасунари Кавабата написао је романе и кратке приче које се одликују њиховом елегантном и спартанском дикцијом.

## Породична традиција
Породице у Азији имају јаку породичну вредност. Они своју децу науче да је породица њихова заштита и главни извор њиховог идентитета. Очекују оданост од своје деце. Родитељи дефинишу закон и од њих се очекује да ће их послушати. То се назива филиална побожност, поштовање према родитељима и старешинама. Од њих се очекује да имају самоконтролу, чиме их отежава изражавање емоција, од њих се такође очекује да покажу поштовање кроз своје покрете и начин на који говоре. Од деце се очекује да се старају о својим родитељима. Од синова се очекује да остану кући, док ћерке иду и живе са породицом свог супруга.

## Филозофија
Азијске филозофске традиције настале су у Индији и Кини и класификоване су као источна филозофија која покрива велики спектар филозофских мисли и писања, укључујући оне популарне у Индији и Кини. Индијска филозофија укључује Јаин филозофију, хинду и будистичке филозофије. Они укључују елементе нематеријалних потеза, док је друга школа мисли Чарвака, која потиче из Индије, а коју је предао Чарвак око 2500 година прије, проповедао је уживање у материјалном свету. Филозофија на Блиском истоку укључује исламску филозофију, као и јеврејску и перзијску филозофију.
Током 20. века, у две најстарије земље Азије, обликовале су се двије драстично различите политичке филозофије. Махатма Ганди је Ахимси дала ново значење и редефинисао појмове ненасиља и нерезистенције. Током истог периода кристализована је комунистичка филозофија Мао Цетунга.
Будистичка филозофија почиње са мислима Гаутама Буде (између шестог и четвртог века пре нове ере) и чува се у раним будистичким текстовима. Уопштено се односи на филозофске истраге које су се развиле међу разним будистичким школама у Индији, а касније се шириле у Азији кроз свилени пут. Будистичка мисао је трансрегионална и транскултурна. То је доминантна филозофска традиција у земљама Тибета и југоисточне Азије попут Шри Ланке и Бурме.
Главна брига будизма је сотериолошка, дефинисана као слобода од духа (нелагодности). Због непознавања истините природе ствари се сматра једним од коријена патње, будистички мислиоци се бавили филозофским питањима везаним за епистемологију и употребу разума. Кључни будистички концепти укључују Четири племените истине, Анатта (не-себе) критику фиксног личног идентитета, пролазност свих ствари (Аницца) и одређени скептицизам о метафизичким питањима. Будистички мислиоци у Индији и касније у Источној Азији покривали су теме различите као што су феноменологија, етика, онтологија, епистемологија, логика и филозофија времена.

## Религија
Азија је родно место многих религија као што су хиндуизам, будизам, конфуцијанизам, ислам, џаинизам, јудаизам, шинтоизам, сикизам, таоизам и зороастранизам. Све веће верске традиције се практикују у региону, а нове форме стално настају. Највеће религије у Азији су ислам и хиндуизам, са око 1,1 милијарде присталица. Истраживачки центар Пев је 2010. године пронашао пет од десет најрелевантнијих различитих региона у свијету да буду у Азији.
Хиндуизам, будизам, џаинизам и сикизам настали су у Индији, земљи Јужне Азије. У Источној Азији, посебно у Кини и Јапану, конфуцијанизам, таоизам, зен будизам и шинто су се обликовали. Друге религије Азије укључују Бахаи веру, шаманизам који се практикује у Сибиру и анимација која се практикује у источним дијеловима индијског потконтинента.
Преко 60% глобалног муслиманског становништва је у Азији  Око 25% муслимана живи у региону јужне Азије, углавном у Пакистану, Индији, Бангладешу и Малдивима. Ако се преброје Авганистан, тај број је још већи. Највећа свјетска муслиманска заједница (у оквиру једне нације) налази се у Индонезији . На Филипинима, Брунеју, Малезији, Кини, Русији, Централној Азији и Западној Азији су такође значајна муслиманска популација.
На Филипинима и Источном Тимору, римокатолицизам је доминантна религија; уведени су од стране Шпанаца и Португалаца. У Русији, Грузији и Јерменији, православно хришћанство је доминантна религија. Источна хришћанска секта су најдоминантнија деноминација у Азији, која имају присталице на деловима Блиског истока (Левант) и Јужне Азије. Источне цркве укључују Асирску цркву Истока, Сиријску православну цркву, Цркву Мароните, Сиријску католичку цркву, Калдејску католичку цркву и католичку цркву Сиро-Малабар. Јудаизам је главна религија Израела.
Религије основане у Азији и са већином њихових савремених присталица у Азији укључују:
| Религија                                                                      | Фотографија | Припадника    | Верника у Азији | референце     |
| ----------------------------------------------------------------------------- | ----------- | ------------- | --------------- | ------------- |
| Бахаи вера                                                                    |             | 7 милиона     | 3.433.000       | [ 72 ]        |
| Будизам                                                                       |             | 520 милиона   | >400.000.000    | [ 73 ] [ 74 ] |
| Хиндуизам                                                                     |             | 984 милиона   | >900.000.000    | [ 73 ] [ 75 ] |
| Јудаизам                                                                      |             | 14 милиона    | 6.373.700       | [ 73 ] [ 76 ] |
| Ислам                                                                         |             | 1,6 милијарди | 960.000,000     | [ 70 ] [ 77 ] |
| Хришћанство: - Православље - Оријентализам - Римокатолицизам - Протестантизам |             | 2,4 милијарди | 286.100.000     | [ 73 ] [ 78 ] |
| Ђаинизам                                                                      |             | >4,2 милиона  | >4.200.000      | [ 79 ]        |
| Шинтоизам                                                                     |             | Непознато     | Непознато       |               |
| Шиизам                                                                        |             | 25 милиона    | Непознато       | [ 73 ]        |
| Таоизам                                                                       |             | ~173 милиона  | ~173 милиона    | [ 80 ]        |
| Зороастризам                                                                  |             | 190.000       | Непознато       | [ 81 ]        |
| Шаманизам                                                                     |             | Непознато     | Непознато       |               |
| Анимизам                                                                      | —           | Непознато     | Непознато       |               |

## Фестивали и прославе
Азија има разне фестивале и прославе. У Кини, Кинеска нова година, фестивал змајева и бродова и фестивал средњег јесењег месеца су традиционални празници, док је Дан Републике празник Народне Републике Кине.
У Јапану су популарне јапанска нова година, Дан државности, дан детета, О-бон, царажански рођендан и Божић. Према јапанском синкретизму, већина Јапана прославља будизам О-бон у средњем веку, а Божић и Хатсумоуде у зиму заједно.
У Индији, Дан републике и Дан независности су важни национални фестивали које прослављају људи без обзира на вере. Главни индијски фестивали Индија укључују Дивали, Дусехра или Дасера, Холи, Макар Санкранти, Понгал, Махасхивратри, Угади, Навратри, Раманавами, Баисаки, Онам, Ратхаитра.
Филипини су такође означени као земља фестивала због својих целогодишњих прослава широм земље. На њиховим фестивалима постоји веома снажан шпански утицај, чиме су Филипини изразито "западни", али задржавајући своје матерње азијске карактеристике. Фиеста је термин који се називао фестивалом. Већина ових фиести се прославља у част свеца. Бар сваки град или општина имају фестивал.

## Спорт
Због пространости Азије, популарност спорта варира у великој мери на континенту.
Фудбал је популаран у Азији. Бокс, бадминтон и стони тенис су веома популарни у Источној Азији. Кошарка је популаран у Јапану, Јужној Кореји и Тајвану. Крикет је посебно популаран у Индији, Пакистану, Бангладешу и Шри Ланки.
Други познати спортови укључују амерички фудбал и рагби, који се не играју у Азији, али се и даље емитује на телевизији и радију.

### Фудбал у Азији
Азијска фудбалска конфедерација основана је 1954. године. Они организују неколико турнира за националне тимове, а нарочито АФЦ куп од 1956. и АФЦ женски куп од 1975. године, као и квалификацијски турнири за ФИФА Светско првенство, ФИФА Женско Светско првенство и Летње олимпијске игре. Лига АФЦ-а је главни турнир у Азији за клубове, први пут одржан 1967. године.
Чланови АФЦ-а су подељени у пет регионалних федерација: западни, централни, јужни, источни и југоисточни. Ове федерације организују регионална фудбалска првенства.
Најуспешније азијске земље на међународним мушким такмичењима су Јапан и Јужна Кореја на истоку, а Саудијска Арабија и Иран на Западу. У женском фудбалу доминирали су Источна Азије, посебно Јапан, Кина и Северна Кореја. Азија је била успешнија у женском фудбалу него у мушком.
Светско првенство у фудбалу 2002. године било је заједничко у Јапану и Јужној Кореји. То је било прво издање које није одржано у Европи или Америци. Светско првенство у фудбалској утакмици 2022. године требало би да се одржи у Катару, али је најављено да се може поништити због подмићивања током процеса надметања.
Народна Република Кина је била домаћин првом издању ФИФА женског светског купа 1991. године, као и издање из 2007. године

### Бенди
Бенди је све више популаран спорт у Азији. Док је традиционално у неким бившим совјетским републикама, а посебно у Казахстану (бенд је једини тим у којем је Казахстан ухватио медаље светског првенства), то је нешто мање или више ново у неким другим.
Јапан је такође постигао полуфинале. Сходно томе, Монголија их је победила у бронзаној утакмици. Кина је почела да се такмичи на Светском првенству у 2015. години и женској репрезентацији у 2016. години.
Обе Дивизије Б на мушкој турниру 2018 и 2018. Светског првенства у женама (у којем Јапан планира да дебитује) ће се играти у Кини, која ће бити прва време било који турнир се одржава у потпуно азијској земљи (подручје сјеверно и западно од ријеке Урал се налази у Европи, па је Казахстан, гдје је одржано Светско првенство 2012. године, трансконтинентална земља).
У септембру 2017. године објављено је да ће у Харбину отворити канцеларију ФИБ-а за развој и маркетинг у Азији.
Поред поменутих земаља, чланови ФИБ-а су и Авганистан, Јерменија, Индија и Киргистан.
На Филипинима је започет покушај у 2016. години да се уведу бендови за клизање.
ФИБ је посебно заинтересован да се Јужна Кореја придружи заједници бандија, а од 2017. преговори су у току.

### Бејзбол
Бејзбол је најпопуларнији спорт у Јапану, где је уведен 1870-их година и постао професионалан у 1920-тим. Тимови су историјски идентификовани са својим корпоративним власницима, а не тамо где се тим базира, а често се селе у друге градове.
Преко 50 јапанских играча играо је у Великој Лиги Бејзбола, укључујући Ицхиро Сузуки, Хидеки Матсуи, Који Уехара и Хидео Номо.
Јапански државни бејзбол тим освојио је светски Бејзбол Класик 2006. и 2009. године. Средњошколски бејзбол је такође популаран у Јапану.
У Јужној Кореји бејзбол је представљен 1900-их година, а КБО лига је основана 1982. године. Кинеска професионална бејзболска лига са сједиштем у Тајвану основана је 1989. године. Као и НПБ, ове двије лиге имају тимове у власништву већих корпорација.

### Кошарка
Кошарка је популарна широм Азије. ФИБА Азија је организована од стане Међународне кошаркашке федерације (ФИБА) и управља спортом у региону. Главне земље у покрету су Кина, Јапан, Филипини, Иран и Јужна Кореја.
Филипини имају најбољу завршницу на ФИБА Светском првенству из екипа изван Америке и Европе која је освојила бронзу на ФИБА Светском првенству 1954. године. Такође, екипа је освојила пету позицију на Летњим олимпијским играма 1936. године, најбољу екипу изван Америке, Европе и Океаније. Кина је доминирала на ФИБА Азија шампионату од 1970-их, док су Филипини, Јужна Кореја, Јапан и Иран наставили да буду јаки кандидати. У женској кошарци, ФИБА Азија Женско првенство су се бориле Кина, Јапан и Јужна Кореја.
Светски куп ФИБА одржан је у Азији 1978. године на Филипинима и 2006. у Јапану, а до 2019. године Кина ће бити домаћин тог годишњег издања. У 2023. години, Филипини и Јапан ће поново бити домаћин Светског првенства, заједно са Индонезијом.

### Крикет
Крикет је популаран спорт у Јужној Азији. Пет земаља има тест статус: Авганистан, Бангладеш, Индија, Пакистан и Шри Ланка.
На Светском првенству у крикету, Индија је освојила два издања, док су Пакистан и Шри Ланка победили једном. Бангладеш је био најслабији од четири тима (Авганистан није имао статус теста пре 2017. године), освојио је 7 од 91 тест меча и 95 од 309 мечева. Али постаје препознатљивији и примећенији у крикету након победе против најквалитетнијих страна светског крикета.
Азијски крикет је крикет организација која је основана 1983. године, да промовише и развија спорт крикета у Азији. Чланство у Азијском већу за крикет је подељено између пет чланова Тест Статуса, седам придружених чланова и једанаест чланица придруженог члана. Четири азијске земље, односно Индонезија, Јапан, Филипини и Јужна Кореја, чланови су ИЦЦ Источна Азија и Пацифик уместо Азијског већа за крикет, иако је Индонезија затражила чланство у Азијском вијећу за крикет.

Индијанско-пакистанско ривалство у крикету привлачи око милијарду гледалаца. Међутим, због напетих односа између Индије и Пакистана, серије тестова су прекинуте између 1962. и 1977, 1999-2003. и од 2008. године.

### Одбојка
У мушкој одбојци, репрезентација Јапана освојила је три златне медаље, укључујући и златну медаљу 1972. године. Тим је био трећи на Светском првенству 1970. и 1974. године, а други на Светском првенству 1969. и 1977. године. Јапан је био мање успешан у ери светске лиге. У међувремену, Јужна Кореја је на Светском првенству 1978. завршила на четвртом месту и Иран је на Светском првенству 2014. завршио шести.
У женској одбојци, доминантни су национални тимови из Кине и Јапана. Кина је освојила три олимпијске златне медаље, два светска првенства, четири свјетска купа и Гранд Прик. У међувремену, Јапан је освојио две олимпијске златне медаље, три светска првенства и Светско првенство. Јужна Кореја је такође заузела трећа места на Олимпијским играма, Светском првенству и Гранд Прику.

### Олимпијске Игре
Азија је одржала укупно пет Олимпијских игара: три летње олимпијске игре: 1964 у Токију, 1988 у Сеулу и 2008. у Пекингу, и две Зимске олимпијске игре: 1972 у Сапору и 1998 у Нагану. Међународни олимпијски комитет је одабрао 3 града из Азије да би били домаћини следећих три олимпијске игре: 2018 у Пјонг Чангу, 2020 у Токију и 2022 у Пекингу. Пекинг ће бити први град који ће угостити и љетне и зимске олимпијске игре.
Три најуспешније земље на Олимпијским играма су Кина (победници 2008 и завршници у 2004. и 2012. години), Јапан (трећи у 1964. и 1968, пети однедавно 2004.) и Јужна Кореја (четврти 1988. и пети у 2010. години и 2012). Азијске државе су доминирале џудом, таеквондом, бадминтоном и стоном тенисом, док су успешне у стреличарству, роњењу, гимнастици и дизању тегова.
Игре далеке источне олимпијаде биле су вишеструки спортски догађаји одржани од 1913. до 1934. године, са конкуренцијама из целе Азије. Након Другог светског рата, Азијске игре, такође назване Асиад, основане су 1951. године. Азијске игре су други по величини спортски догађај на свету након Олимпијских игара. Ту је и зимско издање Азијских игара, које је први пут одржано 1986. године.
Израелу је забрањено од азијских игара од 1978. године, а АГФ наводи безбедносне разлоге. Међутим, израелски спортски званичници тврде да је због арапског и кинеског противљења њиховом учешћу. Самуел Лалкин, општа сигурност Израелске спортске федерације, рекао је: "Изговор да постављамо велике безбедносне проблеме је потпуно смешан ако мислите да се Северна Кореја такмичи. То је најгори проблем, али они желе да нас виде. учествујемо због онога што смо ". Због арапско-израелског сукоба, израелске спортске федерације придружиле су се европским конфедерацијама.
Неке азијске земље се такмичиле на играма Комонвелта, најчешће у Индији (4. на свим медаљама), Малезији (11.), Сингапуру (13.) и Пакистану (15.). Издање из 1998. године одржано је у Куала Лумпуру, док је издање из 2010. одржано у Делхију.

## Кухиња
У многим деловима Азије, пиринач је главна храна, и углавном се служи парним или као кашица позната под називом Конге. Кина је највећи светски произвођач и потрошач пиринча. Док је зрно пшенице чешће на Блиском истоку до индијског потконтинента.
Традиционално, многи Азијци једу користећи своје прсте. Ово је уобичајена пракса у централној, јужној и западној Азији. Међутим, западни прибор за јело, као што су кашике и виљушке, тренутно се све више користе и такође су доступни. Са доласком западног прибора, може се сматрати грубим у овим народима да једу користећи се голим рукама на неким јавним местима. У Индонезији и на Филипинима људи обично користе западни прибор за јело, као што су кашика, виљушка и нож. Док у Кини, Јапану, Тајвану, Кореји и Вијетнаму, људи обично користе штапиће за јело за традиционалну храну, али је облик штапића различит у овим земљама. На пример, кинеске штапићи су дугачке и квадратне; Вијетнамски штапићи за јело су дуги, дебели су на једном крају и постепено постају тањи на другом крају и направљени су од дрвета или бамбуса; Јапански штапићи за јело су округли, кратки и спирални, јер су дизајнирани да једу кошчату рибу лако; Тајвански штапићи за јело су направљени од материјала попут бамбуса, дрвета и метала; Корејски штапићи за јело су кратки, равни и направљени од метала. Свеже сирове рибе, као што су суши и сашими, су веома популарне у источној Азији (нарочито у Јапану). Ове сирова рибља храна је настала под утицајем две главне културе: Кинеске и јапанске.
У Индији људи често једу храну својим рукама, а многи зачини као што су кардамон, кумин и семење комадића користе се у сваком јелу. Већина зачина потичу из индијског потконтинента.
Индонезијска кухиња поседује богату и разнолику колекцију јела и рецепата са регионалном кухињском традицијом.
На филипинском банкету, многа јединствена јела су настала због дугогодишње колонизације земље и интеракције са другим суседним културама и народима; она је наследила латинске, малајске, кинеске и америчке утицаје на локалну мешавину својих људи.
- Chicken tikka, добро познато јело широм света, одражава прикупљање јужноазијских стилова кувања са онима из Централне Азија.
- Филипинска храна
- Кабса или Мајбос, популарно јело у Саудијској Арабији, Кувајту, Катару, Оману и Уједињеним Арапским Емиратима